# Fiducia cum creditore
De fiducia cum creditore is een vorm van Romeinse eigendomsoverdracht. Het was zoals vele Romeinse overdrachten nauw verbonden met het concept fides ("trouw").
De fiduciant (de debiteur of een derde) draagt door mancipatio of in iure cessio een zaak in (vaak bezitloos) eigendom over aan de crediteur. Het was voorbehouden aan Romeinse burgers en bleef bestaan tot de klassieke periode.

## Clausules
Er konden drie verschillende clausules voor het fiducia cum creditore onderscheiden worden: het pactum fiduciae, de lex commissoria en het pactum de distrahendo of pactum ut vendere liceat.

### pactum fiduciae
Het pactum fiduciae was een clausule op basis van het pactum nudum ("naakte eigendom") waardoor de fiducaire eigenaar (hier de crediteur) de zaak zal teruggeven door mancipatio of in iure cessio. Oorspronkelijke was er geen enkel rechtsmiddel om de teruggave af te dwingen. Wanneer de zaak in bezitloos eigendom was overgedragen, kwam het direct (bij res nec mancipi) of na verjaring (bij res mancipi) terug in de fiduciant zijn eigendom.

### lex commissoria
De lex commissoria was een vervalclausule die bepaalde dat de fiduciaire eigenaar, indien de schuld niet werd betaald, volledig eigenaar fiduciae causa (omwille van fiducia) werd. Dit gold ook voor overwaarde, wat woeker in de hand werkte.

### pactum de distrahendoofpactum ut vendere liceat
De pactum de distrahendo of pactum ut vendere liceat was een clausule waardoor de zaak verkocht moest (liceat) worden indien de schuld niet werd afgelost. Men betaalde dan met de opbrengst van de verkoop zijn schuld af, waarbij eventueel nog verder vordering mogelijk was indien dit niet voldeed om de volledige schuld af te betalen. Na verloop van tijd werd dit de vaste clausule voor een ficucia cum creditore.
Fiducia cum creditore mag niet verward worden met fiducia cum amico, een andere vorm van Romeinse eigendomsoverdracht.

## Referentie
- G. Long, art. Fiducia, in W. Smith, A Dictionary of Greek and Roman Antiquities, Londen, 1875, pp. 536‑537.